# Katya và những điều kỳ diệu
Katya và những điều kỳ diệu (tiếng Nga: Катя и чудеса) là một vở hài kịch dành cho trẻ em của hai nhà văn Nina Gernet và Grigory Yagdfeld.

## Nội dung

### Nhân vật
- Katya
- Lisichkin
- Akulina Ivanovna (Baba Yaga)
- Kikimora
- Goblin
- Kashchey bất tử
- Zoya Petrovna
- Nàng Vasilisa xinh đẹp

## Chuyển thể
- Phép thuật vui vẻ (phim, 1969)